# Komisja Obrony Narodowej (Sejm)

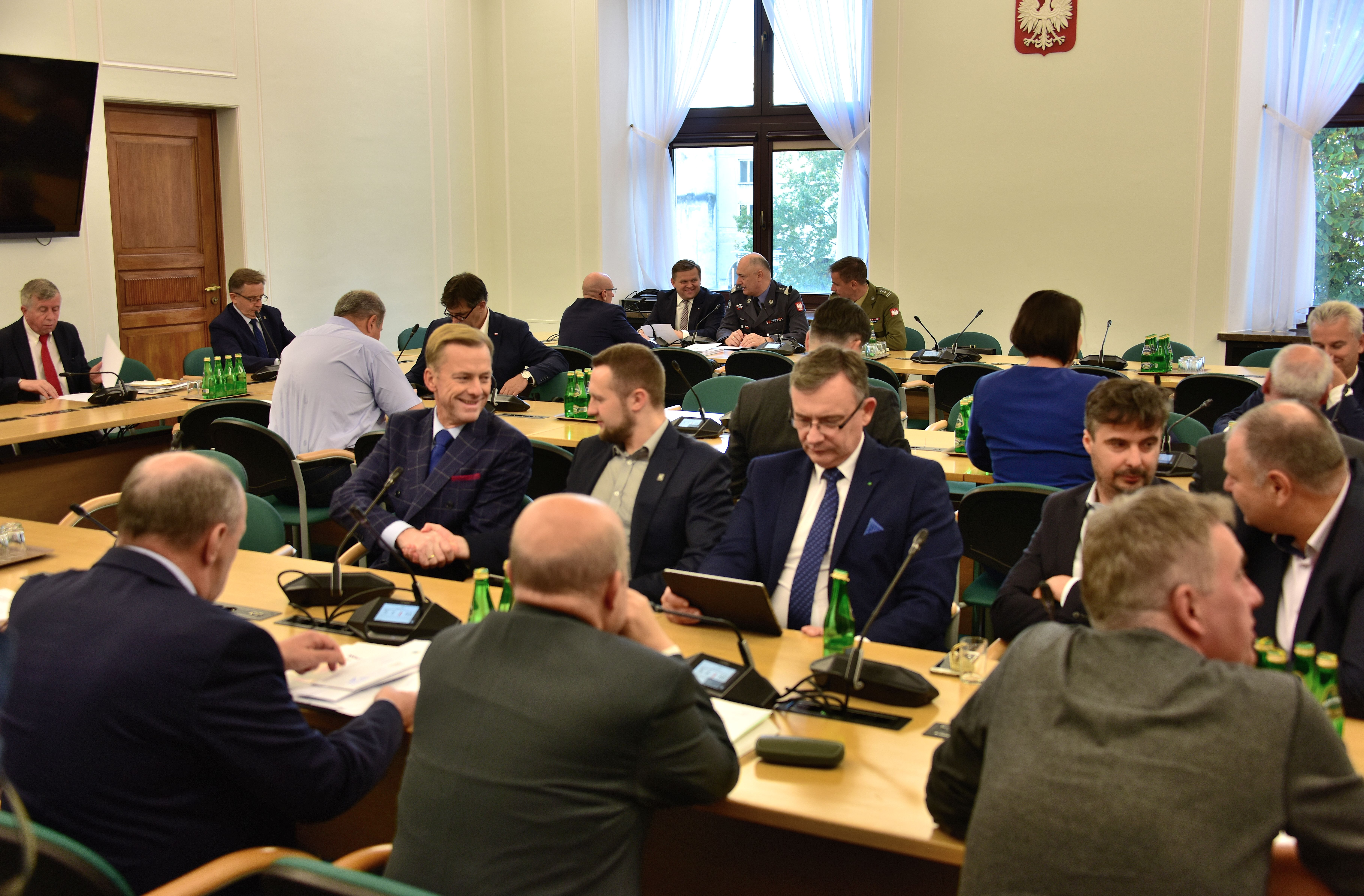
Posiedzenie Komisji Obrony Narodowej (2018)

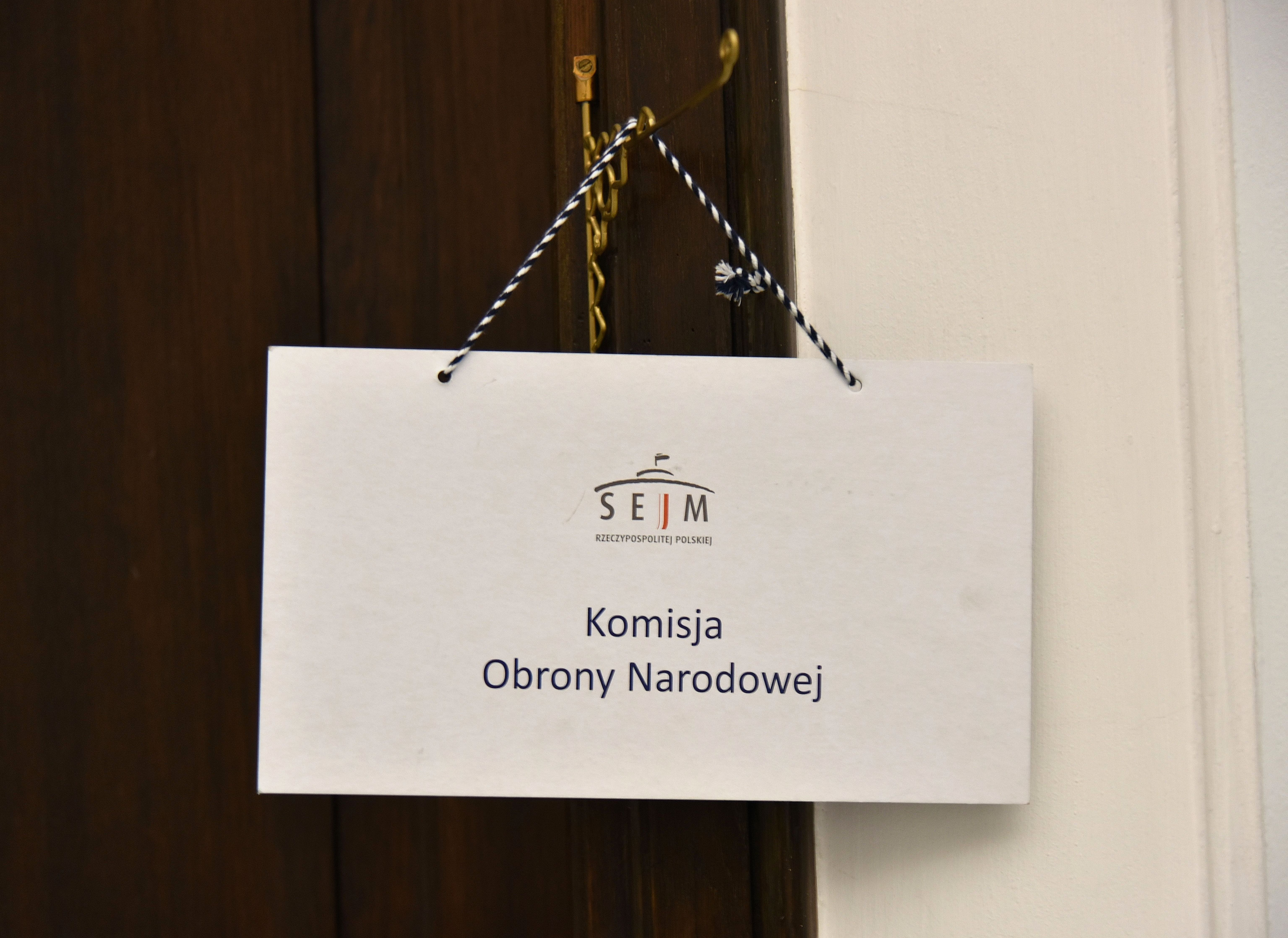
Informacja o trwającym posiedzeniu Komisji Obrony Narodowej

Komisja Obrony Narodowej (skrót: OBN) jest kolejną z 26 stałych komisji sejmowych. Do zakresu jej zadań należą sprawy obrony państwa, dotyczące zwłaszcza działalności sił zbrojnych, systemu oraz funkcjonowania obrony terytorialnej kraju i obrony cywilnej, wykonywania obowiązków w dziedzinie umacniania obronności przez organy państwowe i przedsiębiorstwa państwowe, organizacje spółdzielcze i społeczne oraz przez obywateli, a także sprawy zakładów przemysłu obronnego.

## SejmX kadencji
OBN w Sejmie X kadencji składa się z 45 posłów.

### Prezydium Komisji
- Andrzej Grzyb (PSL-TD) – przewodniczący,
- Joanna Kluzik-Rostkowska (KO) – zastępca przewodniczącego,
- Bartosz Kownacki (PiS) – zastępca przewodniczącego,
- Piotr Strach (PL2050-TD) – zastępca przewodniczącego,
- Paweł Suski (KO) – zastępca przewodniczącego,
- Andrzej Szewiński (KO) – zastępca przewodniczącego.

### Pozostali członkowie
| Lp. | Prawo i Sprawiedliwość | Koalicja Obywatelska  | Trzecia Droga      | Nowa Lewica  | Konfederacja Wolność i Niepodległość | Wolni Republikanie |
| --- | ---------------------- | --------------------- | ------------------ | ------------ | ------------------------------------ | ------------------ |
| 1   | Waldemar Andzel        | Marcin Bosacki        | Radosław Lubczyk   | Joanna Wicha | Krzysztof Tuduj                      | Marek Jakubiak     |
| 2   | Anna Baluch            | Marta Golbik          | Adam Luboński      |              | Andrzej Zapałowski                   |                    |
| 3   | Mariusz Błaszczak      | Dominik Jaśkowiec     | Urszula Nowogórska |              |                                      |                    |
| 4   | Zbigniew Chmielowiec   | Ewa Kołodziej         | Urszula Pasławska  |              |                                      |                    |
| 5   | Artur Chojecki         | Jacek Niedźwiedzki    | Paweł Śliz         |              |                                      |                    |
| 6   | Arkadiusz Czartoryski  | Rafał Siemaszko       | Wioleta Tomczak    |              |                                      |                    |
| 7   | Zbigniew Hoffmann      | Aleksandra Wiśniewska |                    |              |                                      |                    |
| 8   | Piotr Kaleta           | Anna Wojciechowska    |                    |              |                                      |                    |
| 9   | Ewa Leniart            | Bogusław Wołoszański  |                    |              |                                      |                    |
| 10  | Sebastian Łukaszewicz  | Witold Zembaczyński   |                    |              |                                      |                    |
| 11  | Antoni Macierewicz     |                       |                    |              |                                      |                    |
| 12  | Michał Moskal          |                       |                    |              |                                      |                    |
| 13  | Marcin Ociepa          |                       |                    |              |                                      |                    |
| 14  | Monika Pawłowska       |                       |                    |              |                                      |                    |
| 15  | Marcin Romanowski      |                       |                    |              |                                      |                    |
| 16  | Andrzej Śliwka         |                       |                    |              |                                      |                    |
| 17  | Rafał Weber            |                       |                    |              |                                      |                    |
| 18  | Agata Wojtyszek        |                       |                    |              |                                      |                    |
| 19  | Jarosław Zieliński     |                       |                    |              |                                      |                    |

### Podkomisje
- Podkomisja stała do spraw budżetu i finansów Sił Zbrojnych RP (OBN01S)[1]
  - Witold Zembaczyński (KO) – przewodniczący
- Podkomisja stała do spraw współpracy z zagranicą i NATO (OBN02S)[2]
  - Michał Moskal (PiS) – przewodniczący
- Podkomisja stała do spraw społecznych w wojsku (OBN03S)[3]
  - Marcin Ociepa (PiS) – przewodniczący
- Podkomisja stała do spraw polskiego przemysłu obronnego oraz modernizacji technicznej Sił Zbrojnych RP (OBN04S)[4]
  - Andrzej Grzyb (PSL-TD) – przewodniczący
- Podkomisja nadzwyczajna do rozpatrzenia przedstawionego przez Prezydenta Rzeczypospolitej Polskiej projektu ustawy o działaniach organów władzy państwowej na wypadek zewnętrznego zagrożenia bezpieczeństwa państwa (OBN01N)[5]
  - Andrzej Szewiński (KO) – przewodniczący

## Sejm IX kadencji
OBN w Sejmie IX kadencji składa się z 38 posłów.

### Prezydium Komisji
- Michał Jach (PiS) – przewodniczący,
- Waldemar Andzel (PiS) – zastępca przewodniczącego,
- Bartosz Kownacki (PiS) – zastępca przewodniczącego,
- Czesław Mroczek (KO) – zastępca przewodniczącego,
- Andrzej Rozenek (Lewica) – zastępca przewodniczącego,
- Paweł Szramka (PSL-Kukiz15) – zastępca przewodniczącego,
- Agata Katarzyna Wojtyszek (PiS) – zastępca przewodniczącego[6].

### Pozostali członkowie
| Lp. | Prawo i Sprawiedliwość | Koalicja Obywatelska     | Lewica              | Konfederacja Wolność i Niepodległość | Koalicja Polska  | Polska 2050     | Lewica Demokratyczna |
| --- | ---------------------- | ------------------------ | ------------------- | ------------------------------------ | ---------------- | --------------- | -------------------- |
| 1   | Zbigniew Chmielowiec   | Adam Cyrański            | Robert Obaz         | Anna Siarkowska                      | Radosław Lubczyk | Mirosław Suchoń | Andrzej Rozenek      |
| 2   | Leszek Dobrzyński      | Cezary Grabarczyk        | Wiesław Szczepański | Krzysztof Tuduj                      |                  |                 |                      |
| 3   | Barbara Dziuk          | Joanna Kluzik-Rostkowska |                     |                                      |                  |                 |                      |
| 4   | Radosław Fogiel        | Maciej Lasek             |                     |                                      |                  |                 |                      |
| 5   | Krzysztof Głuchowski   | Kazimierz Plocke         |                     |                                      |                  |                 |                      |
| 6   | Paweł Hreniak          | Paweł Poncyljusz         |                     |                                      |                  |                 |                      |
| 7   | Wojciech Kossakowski   | Tomasz Siemoniak         |                     |                                      |                  |                 |                      |
| 8   | Leszek Kowalczyk       | Bartłomiej Sienkiewicz   |                     |                                      |                  |                 |                      |
| 9   | Ewa Kozanecka          | Andrzej Szewiński        |                     |                                      |                  |                 |                      |
| 10  | Jacek Kurzępa          | Paweł Szramka            |                     |                                      |                  |                 |                      |
| 11  | Antoni Macierewicz     | Cezary Tomczyk           |                     |                                      |                  |                 |                      |
| 12  | Monika Pawłowska       |                          |                     |                                      |                  |                 |                      |
| 13  | Artur Szałabawka       |                          |                     |                                      |                  |                 |                      |
| 14  | Adam Śnieżek           |                          |                     |                                      |                  |                 |                      |
| 15  | Sylwester Tułajew      |                          |                     |                                      |                  |                 |                      |

## Sejm VIII kadencji
Komisja Obrony Narodowej w Sejmie VIII kadencji składa się z 37 posłów. Komisja została powołana 16 listopada 2015 roku. Tego samego dnia został wybrany jej przewodniczący. Na pierwszym posiedzeniu wybrano także wiceprzewodniczących komisji. Zgodnie ze wcześniejszymi ustaleniami powołano 3 wiceprzewodniczących.

### Prezydium Komisji
- Michał Jach (PiS) – przewodniczący
- Waldemar Andzel (PiS) – zastępca przewodniczącego
- Wojciech Buczak (PiS) – zastępca przewodniczącego
- Marek Jakubiak (Konfederacja) – zastępca przewodniczącego
- Czesław Mroczek (PO) – zastępca przewodniczącego

### Pozostali członkowie
| Lp. | Prawo i Sprawiedliwość | Platforma Obywatelska- Koalicja Obywatelska | Kukiz’15        | Polskie Stronnictwo Ludowe- Unia Europejskich Demokratów | niezrzeszeni     |
| --- | ---------------------- | ------------------------------------------- | --------------- | -------------------------------------------------------- | ---------------- |
| 1   | Zbigniew Chmielowiec   | Cezary Grabarczyk                           | Bartosz Józwiak | Paweł Bejda                                              | Adam Cyrański    |
| 2   | Przemysław Czarnecki   | Bożena Kamińska                             | Paweł Szramka   | Stefan Niesiołowski                                      | Radosław Lubczyk |
| 3   | Arkadiusz Czartoryski  | Marcin Kierwiński                           |                 |                                                          |                  |
| 4   | Leszek Dobrzyński      | Joanna Kluzik-Rostkowska                    |                 |                                                          |                  |
| 5   | Tadeusz Dziuba         | Kazimierz Plocke                            |                 |                                                          |                  |
| 6   | Piotr Kaleta           | Leszek Ruszczyk                             |                 |                                                          |                  |
| 7   | Bartosz Kownacki       | Tomasz Siemoniak                            |                 |                                                          |                  |
| 8   | Krzysztof Maciejewski  | Paweł Suski                                 |                 |                                                          |                  |
| 9   | Antoni Macierewicz     | Adam Szłapka                                |                 |                                                          |                  |
| 10  | Marek Opioła           | Cezary Tomczyk                              |                 |                                                          |                  |
| 11  | Piotr Pyzik            |                                             |                 |                                                          |                  |
| 12  | Anna Siarkowska        |                                             |                 |                                                          |                  |
| 13  | Andrzej Smirnow        |                                             |                 |                                                          |                  |
| 14  | Anna Sobecka           |                                             |                 |                                                          |                  |
| 15  | Michał Wojtkiewicz     |                                             |                 |                                                          |                  |
| 16  | Krzysztof Zaremba      |                                             |                 |                                                          |                  |

### Podkomisje
- Podkomisja stała ds. polskiego przemysłu obronnego oraz modernizacji technicznej Sił Zbrojnych RP powołana 13 stycznia 2016 (przewodniczący: Wojciech Skurkiewicz)

- Podkomisja stała ds. społecznych w wojsku powołana 13 stycznia 2016 (przewodniczący: Anna Siarkowska)

- Podkomisja stała ds. Współpracy z Zagranicą i NATO powołana 13 stycznia 2016 (przewodniczący: Waldemar Andzel)

- Podkomisja stała ds. budżetu, finansów oraz struktury Sił Zbrojnych RP powołana 13 stycznia 2016 (przewodniczący: Leszek Dobrzyński)

## Prezydium Komisji w Sejmie VII kadencji
- Stefan Niesiołowski (PO) – przewodniczący
- Bartłomiej Bodio (PSL) – zastępca przewodniczącego
- Bartosz Kownacki (PiS) – zastępca przewodniczącego
- Andrzej Rozenek (BC) – zastępca przewodniczącego
- Stanisław Wziątek (SLD) – zastępca przewodniczącego
- Jadwiga Zakrzewska (PO) – zastępca przewodniczącego

## Prezydium Komisji w Sejmie VI kadencji
- Stanisław Wziątek (SLD) – przewodniczący
- Mieczysław Łuczak (PSL) – zastępca przewodniczącego
- Dariusz Seliga (PiS) – zastępca przewodniczącego
- Jadwiga Zakrzewska (PO) – zastępca przewodniczącego

## Prezydium Komisji w Sejmie V kadencji
- Bogdan Zdrojewski (PO) – przewodniczący
- Marek Opioła (PiS) – zastępca przewodniczącego
- Krzysztof Sikora (Samoobrona RP) – zastępca przewodniczącego
- Jadwiga Zakrzewska (PO) – zastępca przewodniczącego

## Prezydium Komisji w Sejmie IV kadencji
- Stanisław Janas (SDPL) – przewodniczący
- Bronisław Komorowski (PO) – zastępca przewodniczącego
- Marek Muszyński (niez.) – zastępca przewodniczącego
- Izabella Sierakowska (SDPL) – zastępca przewodniczącego

## Prezydium Komisji w Sejmie III kadencji
- Stanisław Głowacki (AWS) – przewodniczący
- Waldemar Pawłowski (AWS) – zastępca przewodniczącego
- Stanisław Pilniakowski (UW) – zastępca przewodniczącego
- Lesław Podkoński (PSL) – zastępca przewodniczącego
- Jerzy Szmajdziński (SLD) – zastępca przewodniczącego

## Prezydium Komisji w Sejmie II kadencji
- Jerzy Szmajdziński (SLD) – przewodniczący
- Leszek Bugaj (PSL) – zastępca przewodniczącego
- Tomasz Nałęcz (UP) – zastępca przewodniczącego
- Janusz Onyszkiewicz (UW) – zastępca przewodniczącego

## Prezydium Komisji w Sejmie I kadencji
- Zdzisław Dubiella (PC) – przewodniczący
- Michał Chałoński (PC) – zastępca przewodniczącego
- Zygmunt Mogiła-Lisowski (ZChN) – zastępca przewodniczącego
- Wojciech Pęgiel (KPN) – zastępca przewodniczącego
- Jan Piskorski (UD) – zastępca przewodniczącego

## Prezydium Komisji w Sejmie X kadencji
- Jerzy Gołaczyński (LD) – przewodniczący
- Adam Grabowiecki (PSL) – zastępca przewodniczącego
- Jacek Szymanderski (OKP) – zastępca przewodniczącego